# Widlicz Zeillera
Widlicz Zeillera, widłak Zeillera, zeglej Zeillera (Diphasiastrum × zeilleri (Rouy) Holub) – gatunek rośliny z rodziny widłakowatych. Jest mieszańcem widlicza spłaszczonego (D. complanatum (L.) Holub) i cyprysowego (D. tristachyum (Pursh) Holub).

## Rozmieszczenie geograficzne
Występuje na izolowanych obszarach zasięgu. Główne ośrodki występowania znajdują się w Europie Środkowej i Północnej. W Azji znany jest z kilku rozproszonych stanowisk, występuje też w środkowej części Ameryki Północnej. W Skandynawii na północy dochodzi aż do granicy lasu. W Polsce uważany był za gatunek rzadki i występujący wyłącznie na niżu. Prawdopodobnie występuje jednak częściej, lecz jest nieodróżniany od innych gatunków. Ostatnio znaleziony został również na dwóch stanowiskach w Karpatach: pod szczytem Jaworzynki Gorcowskiej w Gorcach i w dolinie Ponikwi w Beskidzie Małym.

## Morfologia

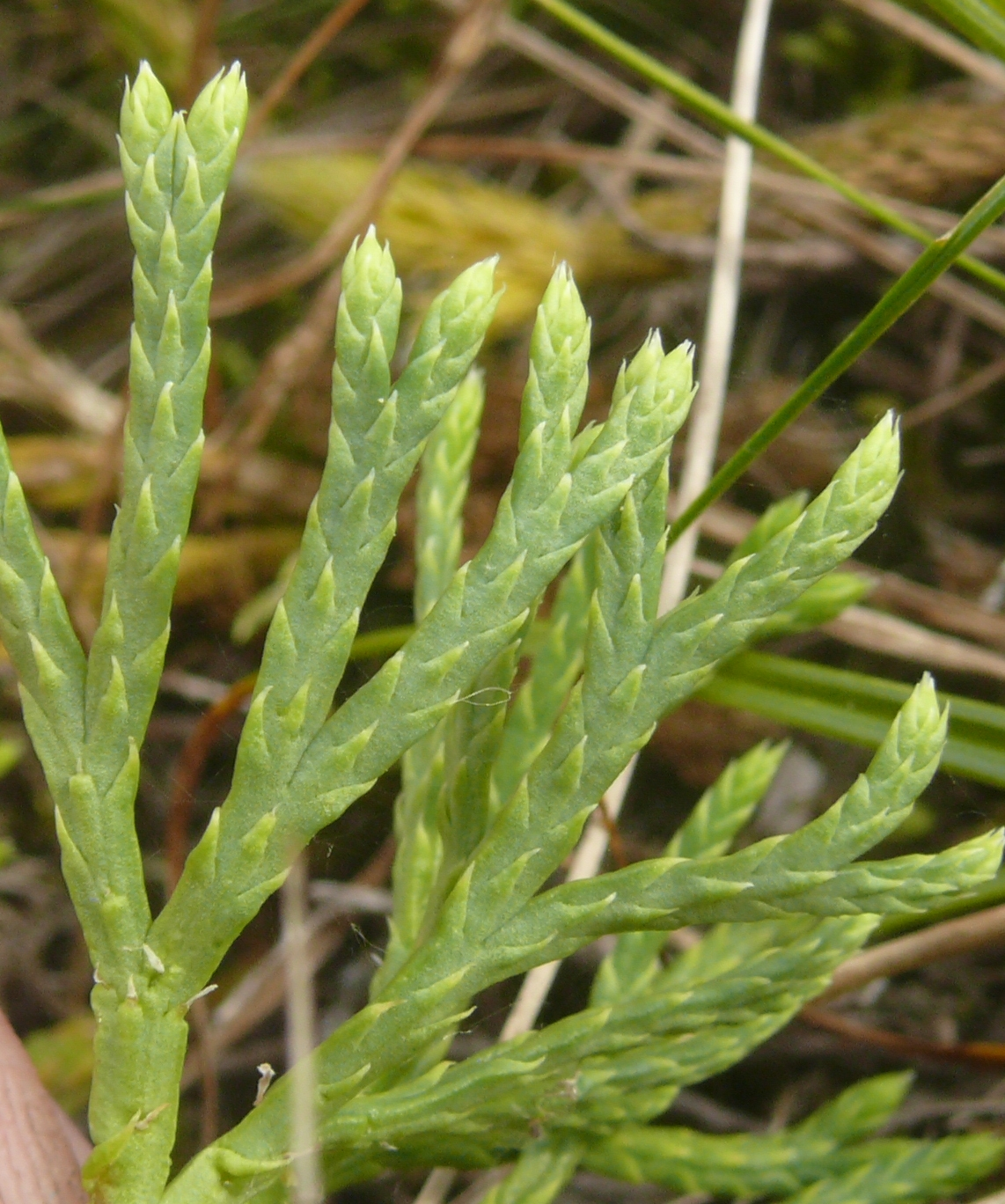
Pędy

ŁodygaDychotomicznie rozgałęziona, do 35 cm wysokości. Gałązki płonne sinawe na stronie brzusznej, szerokości 1,4-1,7 mm.
LiścieLiście brzuszne wąskie, rozszerzające się ku dołowi, lekko wypukłe.
Kłosy zarodnionośneDo 15 kłosów na długich, dychotomicznie rozgałęzionych szypułkach. Sporofile jajowate lub sercowate z długim kończykiem.

## Biologia i ekologia
Bylina, chamefit. Rośnie w murawach bliźniczkowych i na zrębach. Zarodniki dojrzewają w sierpniu i wrześniu. Liczba chromosomów 2n=46.

## Zagrożenia i ochrona
Roślina objęta w Polsce ścisłą ochroną gatunkową od 1946 roku.
Gatunek umieszczony na Czerwonej liście roślin i grzybów Polski (2006) w grupie gatunków narażonych na wyginięcie (kategoria zagrożenia: V). W wydaniu z 2016 roku otrzymał kategorię DD (stopień zagrożenia nie może być określony).